# État de Jodhpur

Drapeau de l'État de Jodhpur.

L'État de Jodhpur ou officiellement Royaume du Marwar, était un royaume puis État princier de l'Inde de 1250 à 1948. Il était centré sur la ville de Jodhpur.

## Dirigeants
- Râo
  - 1226 – 1273 : Sheoji
  - 1273 – 1292 : Asthan
  - 1292 – 1309 : Doohad
  - 1309 - 1313 : Raipal
  - 1313 - 1323 : Kanhapal
  - 1323 - 1328 : Jalansi
  - 1328 - 1344 : Chada
  - 1344 - 1357 : Tida
  - 1357 - 1374 : Kanha Dev
  - 1374 - 1383 : Biram Dev
  - 1383 - 1424 : Chanda (en)
  - 1424 - 1427 : Kanha
  - 1427 - 1438 : Ranmal (en)
  - 1438 - 1488 : Jodha (en)
  - 1488 - 1491 : Satal (en)
  - 1491 - 1515 : Shuja (en)
  - 1515 : Biram Singh (en)
  - 1515 - 1532 : Ganga (en)
  - 1532 - 1562 : Maldev (en)
  - 1562 – 1581 : Chandrasen (en)
- Râja
  - 1581 - 1583 : Rai Singh I (en rébellion?)
  - 1583 – 1595 : Udai Singh (en)
- Sawâi Râja
  - 1595 – 1619 : Suraj Singh (en)
- Mahârâja
  - 1619 - 1638 : Gaj Singh Ier (en)
  - 1638 - 1678 : Jeswant Singh Ier (en)
  - 1679 - 1724 : Ajit Singh (en)
  - 1724 - 1749 : Abhai Singh (en)
  - 1749 - 1751 : Ram Singh (en)
  - 1751 - 1752 : Bakht Singh (en)
  - 1752 - 1753 : Bijay Singh (en)
  - 1753 - 1772 : Ram Singh (en)
  - 1772 - 1793 : Bijay Singh (en) (rétabli)
  - 1793 - 1803 : Bhim Singh (en) (+1803)
  - 1803 - 1817 : Man Singh (en) (1783-1817)
  - 1817 - 1818 : Chhatar Singh (v.1800-1818)
  - 1818 - 1843 : Man Singh (en) (rétabli)
  - 1843 - 1873 : Takht Singh (en) (1819-1873)
  - 1873 - 1895 : Jeswant Singh II (en) (1838-1895)
  - 1895 - 1911 : Sardar Singh (en) (1880-1911)
  - 1911 - 1918 : Sumer Singh (en) (1898-1918)
  - 1918 - 1947 : Umaid Singh (en) (1903-1947)
  - 9 juin 1947 - 1949 : Hanwant Singh (en) (1923-1952)
- Mahârâja titulaire
  - 1949 - 1952 : Hanwant Singh (en) (1923-1952)
  - Depuis 1952 : Gaj Singh II (en) (né en 1948)
    - Héritier : Shivraj Singh (en) (né en 1975)